# Hernando de Talavera
Hernando de Talavera (asi 1430, Talavera de la Reina – 14. května 1507, Granada) byl španělský římskokatolický kněz, člen řádu svatého Jeronýma, arcibiskup granadský, rádce a zpovědník královny Isabely Kastilské.

## Život
Narodil se kolem roku 1430 v Talavera de la Reina. Jeho původ je nejasný. Mohl být nelegitimním dítětem z rodiny Alvarez de Toledo, pánů z Oropesy (financovali část jeho vzdělání).
V patnácti letech začal studovat na univerzitě v Salamance a o tři roky později získal titul bakaláře umění. Poté pokračoval ve studiu teologie a práva, následně se stal profesorem morální filosofie.
Roku 1460 opustil univerzitu a byl vysvěcen na kněze. Roku 1466 vstoupil do řádu svatého Jeronýma v klášteře San Leonardo de Alba de Tormes. O čtyři roky později se stal převorem kláštera Nuestra Señora del Prado ve Valladolidu, kde začal reformovat řád.
Počátkem 70. let 15. století ho jeho náboženské spisy a reformní úsilí přivedli do povědomí královny Isabely Kastilské. Je možné že na její dvůr jej dovedl kardinál Pedro González de Mendoza, který byl klíčovým podporovatelem této královny. Roku 1475 se stal královniným zpovědníkem. Působil také v královské radě.
Roku 1479 byl poslán do Portugalska aby zajistil že Isabelina rivalka Jana I. Kastilská, jak bylo dříve dohodnuto odešla do kláštera. Vedl také komisi pro královské záležitosti na Kanárských ostrovech. Na Isabelinu žádost byl mentorem Juana Rodrígueze de Fonseca, který se stal de facto ministrem vznikající španělské koloniální říše.
Roku 1485 Kryštof Kolumbus oslovil španělskou korunu s návrhem jeho objevných cest a je pravděpodobné že Talavera byl jedním z jeho prvních kontaktů. Roku 1486 zprostředkoval setkání s královnou a po zřízení komise, která zkoumala proveditelnost Kolumbova návrhu byl roku 1492 jeho návrh Talaverou a Isabelou podpořen přehlasováním dalších členů komise.
Roku 1486 byl jmenován biskupem Ávily.
Roku 1493 byl ustanoven prvním arcibiskupem Granady. Žilo zde mnoho muslimů a tím mu byl předán náročný úkol. Tato funkce zapříčinila jeho upadající vliv na královském dvoře, jelikož Isabeliným zpovědníkem se stal Francisco Jiménez de Cisneros.
Preferoval přístup mírové konverze místního obyvatelstva ke křesťanství. Vysvětloval jim ve vlastním jazyce povahu křesťanství a jeho nadřazenost nad islámem. Podporoval studium arabštiny, který se sám naučil a duchovenstvo pobízel aby arabštinu studovali také. Obyvatelstvem byl respektován ale jeho přístup přinesl do lůna církve málo konvertitů.
Mezitím vliv Cisnerose stále rostl a když byl jmenován arcibiskupem Toleda, stal se vysoce postaveným členem katolické hierarchie ve Španělsku. Roku 1499 odešel do Granady a přinesl s sebou mnohem agresivnější přístup ke konverzi. Jeho činy vyvolaly vzpouru, která ohrožovala Cisnerův život a byla potlačena pouze včasným zásahem královských sil. Aby se vyhnul dalšímu krveprolití, slíbil Talavera amnestii všem rebelům, kteří konvertovali ke křesťanství, jeho nabídky využilo asi 50 000 lidí.
Po povstání ve městě Cisneros nadále prosazoval své agresivní snahy aby venkované konvertovali ke křesťanství. Následovalo druhé povstání a královské síly musely znovu rebely porazit. Isabela se rozhodla, že mírové řešení není možné a v únoru 1502 vydala edikt požadující, aby všichni dospělí muslimové v Kastilii konvertovali ke křesťanství nebo čelili vyhoštění.
Talavera byl mnoho let proti španělské inkvizici. Po smrti své ochránkyně královny Isabely roku 1504 byl inkvizitorem Diegem Rodríguezem de Lucero obviněn zřízením synagogy ve svém paláci, kde vedl židovské obřady s rodinou a dalšími duchovními. Jeho příbuzní a služebnictvo byli zatčeni a v červenci 1506 král Filip I. Kastilský dovolil také zatčení Talavery. Papežský nuncius Giovanni Ruffo se obrátil na papeže Julia II., který Talaveru zbavil všech obvinění a nařídil jej propustit. Talavera zemřel krátce poté 14. května 1507.

## Proces blahořečení
Roku 2017 byl v granadské arcidiecézi zahájen jeho proces blahořečení.